# Granada
Granada je španělské město, středisko stejnojmenné provincie v autonomním společenství Andalusie ve Španělsku a historické hlavní město středověkého Granadského království. V národním sčítání lidu z roku 2005 byla populace Granady 236 982 a počet obyvatel celé městské oblasti byl odhadován na 472 638, což je 13. největší městská oblast Španělska. Asi 3,3 % populace nemělo španělské občanství, největší počet těchto lidí (31 %, tj. 1 % celkové populace) pocházelo z Jižní Ameriky. V současnosti zde žije přibližně 233 tisíc obyvatel.
Město se rozkládá v nadmořské výšce 738 m na úpatí Sierry Nevady na soutoku řek Genil, Darro, Beiro a Monachil na hranici úrodné plošiny Vega de Granada. Přesto je jen hodinu jízdy autem od pobřeží Středozemního moře, Costa Tropical. Nejbližší letiště je letiště Federica Garcíi Lorcy Granada-Jaén. Nedaleko se nachází lyžařské středisko Sierra Nevada, kde se konalo mistrovství světa v alpském lyžování 1996.
Alhambra, starověká citadela a palác Nasrovců, se nachází právě zde. Jedná se o nejznámější budovu islámského historického dědictví s mnoha kulturními zajímavostmi a architektonickými prvky, díky nimž je Granada oblíbenou destinací mezi turistickými městy Španělska. Vliv Almohadů na architekturu je zachován také ve čtvrti Granada zvané Albaicín s vynikajícími příklady maurské a morisské výstavby. Granada je ve Španělsku také známá pro univerzitu v Granadě, která má odhadem 82 000 studentů rozložených do pěti různých areálů ve městě. Granátové jablko (španělsky granada) je ve znaku Granady.

## Historie

### Před-muslimská historie
Oblast obklopující dnešní Granadu byla osídlena nejméně od roku 5500 před naším letopočtem a zažila římské a vizigótské vlivy. Nejstarší ruiny nalezené ve městě patří k iberskému oppidu Ilturir v oblasti známé jako Bastetania. Toto oppidum nakonec změnilo svůj název na Iliberri a po římském dobytí Iberie na Municipium Florentinum Iliberitanum.

### Založení a raná historie
Umajjovské dobytí Hispanie, počínaje rokem 711 n. l., přineslo velkou část Pyrenejského poloostrova pod maurskou kontrolu a založilo al-Andalus. Historické jméno Granady v arabském jazyce bylo غرناطة (Ġarnāṭah). Slovo Gárnata (nebo Karnatah) možná znamená „kopec cizinců“. Vzhledem k tomu, že se město nacházelo na nízké pláni a bylo proto obtížné jej chránit před útoky, rozhodl se panovník přemístit své bydliště do výše položené oblasti Gárnata. Podle arabských zdrojů byla Ilbira (Elvira) zbourána během Fitna al-Andalus, poté nebyla obnovena na svém předchozím místě a místo toho ji jako hlavní město nahradila Garnata, která byla dříve židovským ghettem. Za krátkou dobu bylo toto město přeměněno na jedno z nejdůležitějších měst Al-Andalusie.

Na počátku 11. století, po zhroucení Umajjovského chalífátu, založil berberský Zawi ben Ziri pro sebe nezávislé království, Taifu v Granadě. Jeho přežívající monografie - jediné pro španělský „středověk“ - poskytují pro toto krátké období značné podrobnosti. Zirid Taifa z Granady byl židovský stát ve všem kromě jména; muslimský král je považován za převážně symbolickou loutku. Bylo to centrum židovské sefardské kultury a vzdělanosti.
Raní arabští spisovatelé Granadu opakovaně nazývali „Garnata al-Yahud“ (Židovská Granada) .... Granada byla v jedenáctém století centrem sefardské civilizace na svém vrcholu a od roku 1027 do roku 1066 byla Granada mocným židovským státem. Židé neměli postavení cizince (dhimmi) typické pro islámskou vládu. Samuel ibn Nagrilla, uznávaný sefardskými Židy všude jako kvazipolitický ha-Nagid (dále jen „princ“), byl králem kromě jména. Jako vezír vytvořil politiku a - mnohem neobvykleji - vedl armádu .... Říká se, že Samuelovo posílení a opevnění Granady později umožnilo přežít Granadě jako poslední islámský stát na Pyrenejském poloostrově.
Všechny největší postavy hispánsko-židovské kultury jedenáctého století jsou spojeny s Granadou. Moses Ibn Ezra pocházel z Granady; na jeho pozvání tam Judah ha-Levi strávil několik let jako host. Patrony a hostiteli Ibn Gabirol byli židovští vezíři v Granadě, Samuel ha-Nagid a jeho syn Joseph.
Když Joseph po otcově smrti převzal vládu, ukázalo se, že postrádá otcovu diplomacii, což způsobilo masakr v Granadě z roku 1066, který ukončil zlatý věk židovské kultury ve Španělsku.
Na konci 11. století se město rozšířilo přes řeku Darro, aby se dostalo na kopec budoucí Alhambry, a zahrnovalo sousedství Albaicín (nyní místo světového dědictví). Almoravidové vládli Granadě od roku 1090 a dynastie Almohadů od roku 1166.

### Nasrovská dynastie - emirát Granady
V roce 1228, s odchodem almohadského prince Idrise al-Ma'muna, který opustil Iberii, aby se ujal vedení almohadské vlády, založil ambiciózní Ibn al-Ahmar poslední a nejdéle vládnoucí muslimskou dynastii na Pyrenejském poloostrově – Nasrovce.
S reconquistou v plném proudu po dobytí Córdoby v roce 1236 se Nasrovci spojili s Ferdinandem III. Kastilským a oficiálně se v roce 1238 stali Granadským emirátem. Většina historiků souhlasí s tím, že Granada se od toho roku stala přístavovým státem Kastilského království, ačkoli to bylo často přerušeno válkami mezi těmito dvěma státy. Přístavy království, které byly integrovány do evropské obchodní sítě, podporovaly intenzivní obchodní vztahy s Janovany, ale také s Katalánci, v menší míře s Benátčany, Florenťany a Portugalci. Poskytovaly spojení s muslimskými a arabskými obchodními centry, zejména pro zlato ze subsaharské Afriky a Maghrebu, a vyvážely hedvábí a sušené ovoce vyrobené v této oblasti. Nasrovci také dodávali vojáky z emirátu a žoldáky ze severní Afriky pro službu do Kastilie.
Ibn Battuta, slavný cestovatel a autentický historik, navštívil Granadské království v roce 1350. Popsal jej jako silné a soběstačné království samo o sobě, i když se často střetává s kastilským královstvím. Ve svém deníku nazval Granadu „metropolí Andalusie a nevěstou jejích měst“.
Během vlády Moorů byla Granada městem s přívrženci mnoha náboženství, kteří žili v oddělených částech. Během tohoto období bylo v Medině (městě) v Granadě 137 muslimských mešit.

### Moderní historie
Dne 2. ledna 1492 poslední muslimský vládce v Iberii Emir Muhammad XII., Španělům známý jako „Boabdil“, se vzdal úplné kontroly nad emirátem Granady katolickým monarchům (Ferdinandovi II. Aragonskému a Isabelle I. Kastilské) poté, co poslední epizoda války v Granadě skončila.
Kapitulace království Granada roku 1492 katolickým monarchům je jednou z nejvýznamnějších událostí v historii Granady. Přineslo to zánik posledního muslimem ovládaného občanského řádu na Pyrenejském poloostrově. Podmínky kapitulace, vyjádřené ve smlouvě s dekretem z Alhambry, výslovně umožňovaly muslimským obyvatelům, známým jako mudéjares, nadále nerušeně praktikovat svou víru a zvyky. Do roku 1499 však kardinál Francisco Jiménez de Cisneros frustroval pomalým tempem úsilí prvního granadského arcibiskupa Hernanda de Talavera konvertovat nekřesťany a zavést program nucených křtů a vytvořit třídu converso (konvertitů) pro muslimy a Židy. Nová strategie Cisnera, která byla přímým porušením podmínek smlouvy, vyvolala povstání Alpujarras (1499–1501) soustředěné ve venkovské oblasti Alpujarras na jihovýchod od města.
Vzpoura trvala až do roku 1500, 9 let po dobytí, město formálně nezaložilo vlastní městskou radu, místo toho sloučilo „staré křesťany“ a přeběhlíky moriskovské elity, rozhodnutí, které od roku 1508 vyústilo v silný frakcionismus. V novém období došlo také k vytvoření řady dalších nových institucí, jako je katedrála Cabildo, generální kapitánství, královská kaple a královské kancléřství. Po zbytek 16. století vládla v Granadanské vládnoucí oligarchii zhruba 40% (židů) conversos a přibližně 31% hidalgos.
V reakci na povstání roku 1501 Kastilská koruna zrušila dekret z Alhambry a nařídila, aby granadští muslimové konvertovali nebo emigrovali. Podle dekretu z Alhambry z roku 1492, španělské židovské obyvatelstvo na rozdíl od muslimů již bylo nuceno konvertovat (tzv. conversos) pod hrozbou vyhoštění nebo dokonce popravy. Mnoho elitních muslimských vrstev následně emigrovalo do severní Afriky. Většina granadských mudéjarů konvertovala (staly se takzvanými Morisky nebo Maury), aby tam mohli zůstat. Obě populace konvertitů byly podrobeny pronásledování, popravě nebo vyhnanství a každá měla buňky, které tajně praktikovaly své původní náboženství (tzv. Marranos v případě Conversos obviněných z krypto-judaismu).
V průběhu 16. století získávala Granada stále katoličtější a kastilštější charakter, protože přistěhovalci přicházeli do města z jiných částí Pyrenejského poloostrova. Městské mešity byly přestavěny na křesťanské kostely nebo zcela zničeny. Po dekretu z Alhambry z roku 1492, který vedl k vyhoštění většiny židovského obyvatelstva Granady, byla židovská čtvrť (ghetto) zničena, aby uvolnila cestu novým katolickým a kastilským institucím a použití.
V průběhu 17. století, navzdory významu imigrace, populace města stagnovala na přibližně 55 000, na rozdíl od trendu zvyšování populace ve venkovských oblastech Granadského království, kde došlo k vylidňování způsobené vyloučením Morisků. Demografická stagnace 17. století ve městě a celkový stabilní přírůstek populace v širším království kontrastovaly s demografickou katastrofou, která v celém století po zbytek Kastilské koruny nastala po celé století.

## Symboly a etymologie
Symbolem Granady je granátové jablko, které se od doby Katolických králů objevuje společně s nimi na znaku i vlajce města. Etymologie spojující název města s tímto ovocem (granado, z latinského granatum) však není jediná; název může pocházet také z arabského Gar-anat (vrch poutníků). Od roku 1843 přibyla na znaku věž Alcazaba.

## Geografie

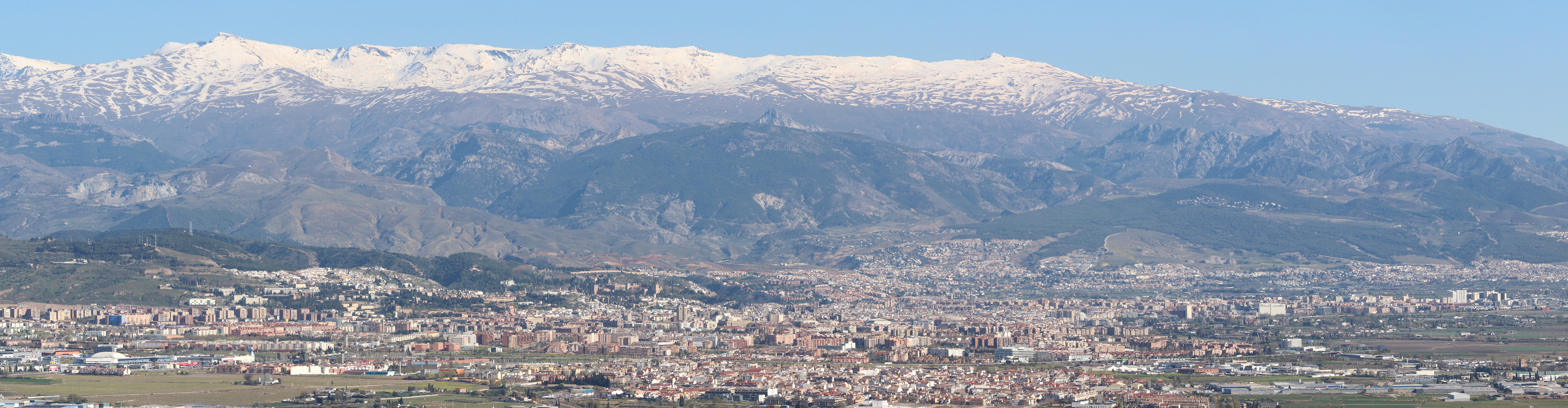
Panoramatický snímek na město Granada

### Umístění
Město Granada leží na řece Vega de Granada, jedné z prohlubní nebo plání v pohoří Betická Kordillera, pokračujících na západ pohořím Archidona a Antequera a na východ pohořimi Guadix, Baza a Huéscar.
Úrodná půda Vegy, vhodná pro zemědělství, je zavlažována vodními toky pocházejícími ze Sierry Nevady, stejně jako menšími sekundárními oblastmi, které jsou odváděny do povodí řeky Genil, která protíná centrum města po směru východ-západ. Řeka Monachil, také prochází městem a vtéká do řeky Genil na západě od centra města.

### Klima
Granada má horké letní středomořské podnebí blízké chladnému polosuchému podnebí. Léta jsou horká a suchá s denními teplotami v průměru 34 °C v nejteplejším měsíci (červenec); teploty dosahující přes 40 °C však nejsou v letních měsících neobvyklé. Zimy jsou chladné a vlhké, přičemž většina srážek se koncentruje od listopadu do ledna. Nejchladnějším měsícem je leden s denními teplotami, které se pohybují na 13 °C a v noci klesají na přibližně 1 °C. Mráz je docela běžný, protože teploty brzy ráno dosáhnou pod bod mrazu. Jaro a podzim jsou nepředvídatelné a teploty se pohybují od mírných po teplé. Počátkem léta v roce 2017 se město postavilo proti dvěma masivním vlnám veder, které překonaly dlouhodobé rekordní teploty počínaje 13. červnem 2017, s novým maximem měsíce za 40,6 °C (starý rekord 40,0), který byl v rámci rozpětí čtyř dnů při 40,9 °C 14. června, 41,3 (15. června) a případně 41,5 (17. června). První dva dny této vlny veder zařadily Granadu na první místo ve Španělsku i v Evropě, čímž se staly nejteplejším místem v dané dny. Druhý extrémní nárůst teplot následoval zhruba o měsíc později, když naměřené hodnoty 12. a 13. července 45,3 °C překonaly starý červencový rekord o téměř 3 stupně.

## Dědictví a památky
Největším uměleckým bohatstvím Granady je její španělsko-islámské umění, zejména směs Alhambry a Generalife. Generalife je palác potěšení s romantickými zahradami, pozoruhodný jak svým umístěním a uspořádáním, tak rozmanitostí květin, rostlin a fontán. Alhambra je architektonickým vyvrcholením děl Nasridova umění, které byly vytvořeny ve 13. a 14. století, přičemž většina Alhambry byla postavena v době Yusufa I. a Mohammeda V. v letech 1333 až 1354.
V současné době jsou budovy Granady typicky měšťanské, s většinou architektury z 19. století, spolu s řadou renesančních a barokních budov.

### Alhambra
Alhambra je "palácové město" Nasrovců. UNESCEM byla v roce 1984 prohlášená památkou světového dědictví. Určitě to je nejtypičtější Granadská památka, která je zároveň i jednou z nejnavštěvovanějších ve Španělsku. Skládá se z obranné zóny, Alcazaby, společně s dalšími rezidenčními prostory a prostory formálního státního charakteru, Nasrovského paláce a nakonec paláce, zahrad a ovocných sadů Generalife.
Alhambra zabírá malou plošinu na jihovýchodní hranici města, v předhůří Sierry Nevady nad údolím Assabica. Některé z budov mohly existovat ještě před příchodem Maurů. Alhambra jako celek je zcela obehnaná hradbami, ohraničená na severu údolím Darro, na jihu al-Sabikou a na východě Cuesta del Rey Chico, která je zase oddělena od Albaicín a Generalife, který se nachází v Cerro del Sol.
V 11. století se vyvinul hrad Alhambra jako opevněné město, které se stalo vojenskou pevností, která dominovala celému městu. Ale ve 13. století, s příchodem prvního Nasrovského panovníka Muhammada I. Granadského (Muhammed I. 1238 - 1283) byla v Alhambře založená královská rezidence. Toto označilo začátek jejího rozkvětu. Alhambra se stala palácem, citadelou a pevností, a také rezidencí Nasrovských sultánů a jejich vyšších úředníků, což zahrnovalo zaměstnance dvora a elitní vojáky (13. - 14. století).
V roce 1492 katoličtí panovníci, Ferdinand a Isabela vyhnali z Granady poslední Maury. V Alhambře založili trvalou residenci, a právě zde Kryštof Kolumbus v tomto roce požádal o královskou podporu své expedice na západ.
V roce 1527 Karel V. zničil část architektonického komplexu a postavil palác, který nese jeho jméno. Ačkoli katoličtí monarchové již po dobytí města v roce 1492 změnili některé místnosti Alhambry, chtěl Karel V vybudovat trvalé bydliště vhodné pro císaře. Okolo roku 1537 nařídil konstrukci Peinador de la Reina nebo královniny šatny, kde žila jeho manželka Isabela, přes věž Abu l-Hayyay.
V probíhající údržbě Alhambry z 18. století byla téměř sto let pauza a během kontroly Španělska Prvním francouzským císařstvím byly podstatné části pevnosti odpáleny. Opravy, restaurování a konzervace, které pokračují dodnes, začaly až v 19. století. Komplex v současné době zahrnuje Muzeum Alhambry s objekty převážně z místa samotné památky a Muzeum výtvarného umění.

#### Další památky
Od roku 1988 je v Granadě pomník na počest Judy ben Saula ibn Tibbona.

### Generalife
Generalife je zahradní plocha připojená k Alhambře, která se stala místem rekreace a odpočinku pro Granadské muslimské krále když chtěli uprchnout od nudy oficiálního života v paláci. Zabírá svahy kopce Cerro del Sol nad roklemi Genil a Darro a je viditelná z vyhlídek po celém městě. Byla koncipovaná jako vesnice, skládající se z terénních úprav, zahrad a architektury. Palác a zahrady byly postaveny během vlády Muhammeda III. (1302 - 1309) a vymalovány krátce nato Abu l-Walidem Isma'ilem (1313–1324). Je to islámský nasridský styl a dnes je jednou z největších atrakcí Granady. Generalife byla UNESCEM prohlášena za památku světového dědictví v roce 1984.
Je těžké znát původní podobu Generalife, protože v průběhu křesťanského období prošla změnami a rekonstrukcemi, které znetvořily mnoho z jejích dřívějších aspektů. Všechny budovy Generalife jsou pevné konstrukce a celková výzdoba je strohá a jednoduchá. Dekorativní omítka Alhambry je velmi rozmanitá, ale estetika je vkusná a mimořádně jemná. V poslední třetině 20. století byla část zahrady zničena kvůli vybudování hlediště.

### Katedrála
Katedrála v Granadě je postavena nad Velkou Nasridskou mešitou v centru města. Její konstrukce začala během španělské renesance na začátku 16. století, krátce po dobytí Granady katolickými panovníky, kteří zadali práce Juanovi Gil de Hontañónovi a Enrique Egasovi. Za vlády Karla V. byly postaveny četné velkolepé budovy, takže katedrála byla postavena ve stejnou dobu jako křesťanský palác v Alhambře, univerzita a Real Chancillería (Nejvyšší soud).
Kostel byl koncipován podle vzoru katedrály v Toledu, což byl původně gotický architektonický projekt, jak bylo ve Španělsku zvykem v prvních desetiletích 16. století. Egas byl však v roce 1529 katolickou hierarchií propuštěn a pokračování práce bylo přiděleno Diegu Siloeovi, který stavěl na příkladu svého předchůdce, ale změnil přístup k plně renesanční estetice.
Architekt nakreslil nové renesanční linie pro celou budovu přes gotické základy, s pěti loděmi místo obvyklých tří. V průběhu času, biskupství pokračovalo v zadávání nových důležitých architektonických projektů, jako je redesign hlavní fasády, který v roce 1664 provedl Alonso Cano (1601–1667) za účelem zavedení barokních prvků. V roce 1706 Francisco de Hurtado Izquierdo a později jeho spolupracovník José Bada postavili současný svatostánek katedrály.
Mezi nejvýznamnější prvky kostela patří hlavní kaple, kde lze najít modlící se sochy katolických monarchů. Skládá se ze série korintských sloupů s kladí spočívající na jejich hlavicích, a nad tím vším je klenba. Prostory stěn mezi sloupy jsou perforovány řadou oken. Konstrukce svatostánku z roku 1706 zachovává klasické proporce kostela a jeho několik sloupů protíná formy Diega de Siloé.

### Královská kaple

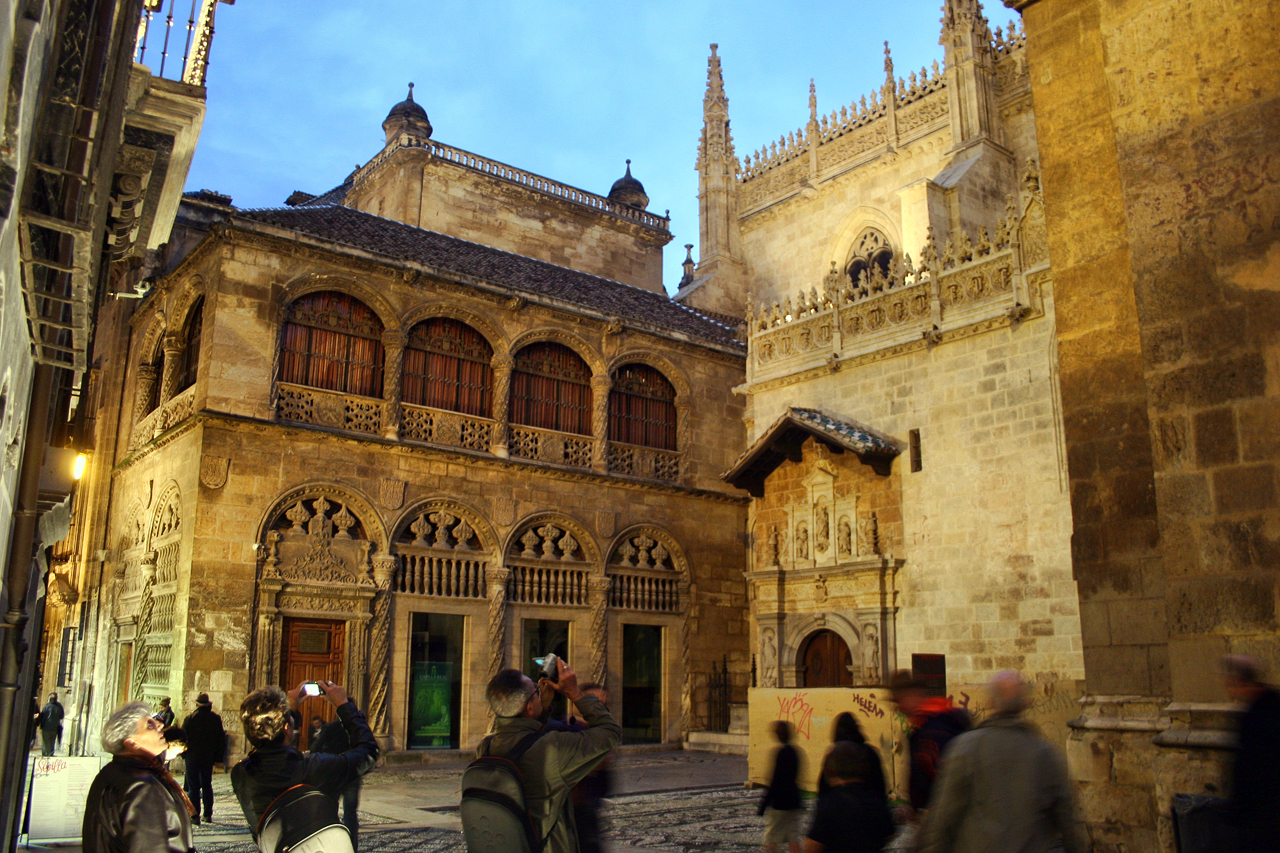
Isabelsko-gotická Královská kaple v Granadě

Katoličtí monarchové si královským výnosem ze dne 13. září 1504 vybrali jako pohřebiště Granadu. Granadská královská kaple, postavená přes bývalou terasu Velké mešity, patří mezi další významné budovy Granady, jako jsou Lonja a Catedral e Iglesia del Sagrario. Jsou zde pohřbeni katoličtí panovníci, jejich dcera Jana I. Kastilská (Juana I de Castilla, zvaná la Loca - šílená) a její manžel Filip I. Kastilský (Felipe I de Castilla, zvaný el Hermoso - krásný). Konstrukce kaple začala v roce 1506, řízená jejím konstruktérem, Enriquem Egasem. Pokračující vývoj jejího designu, který byl postaven v několika fázích, spojil gotickou stavbu a výzdobu s renesančními ideály, jak je patrné z hrobek a umění Granady ze 17. a 18. století v kapli Santa Cruz. V průběhu let církev získala pokladnici uměleckých děl, liturgických předmětů a relikvií.

Královská kaple byla 19. května 1884 prohlášena za historickou uměleckou památku, a to s přihlédnutím ke statusu BIC (Bien de Interés Cultural) ve stávající právní úpravě španělského historického dědictví (zákon 16/1985 ze dne 25. června). Nejdůležitější částí kaple je její hlavní retábl, mříž a klenba. V muzeu sakristie je odkaz katolických monarchů. Její umělecká galerie je zvýrazněna pracemi vlámských, italských a španělských škol.

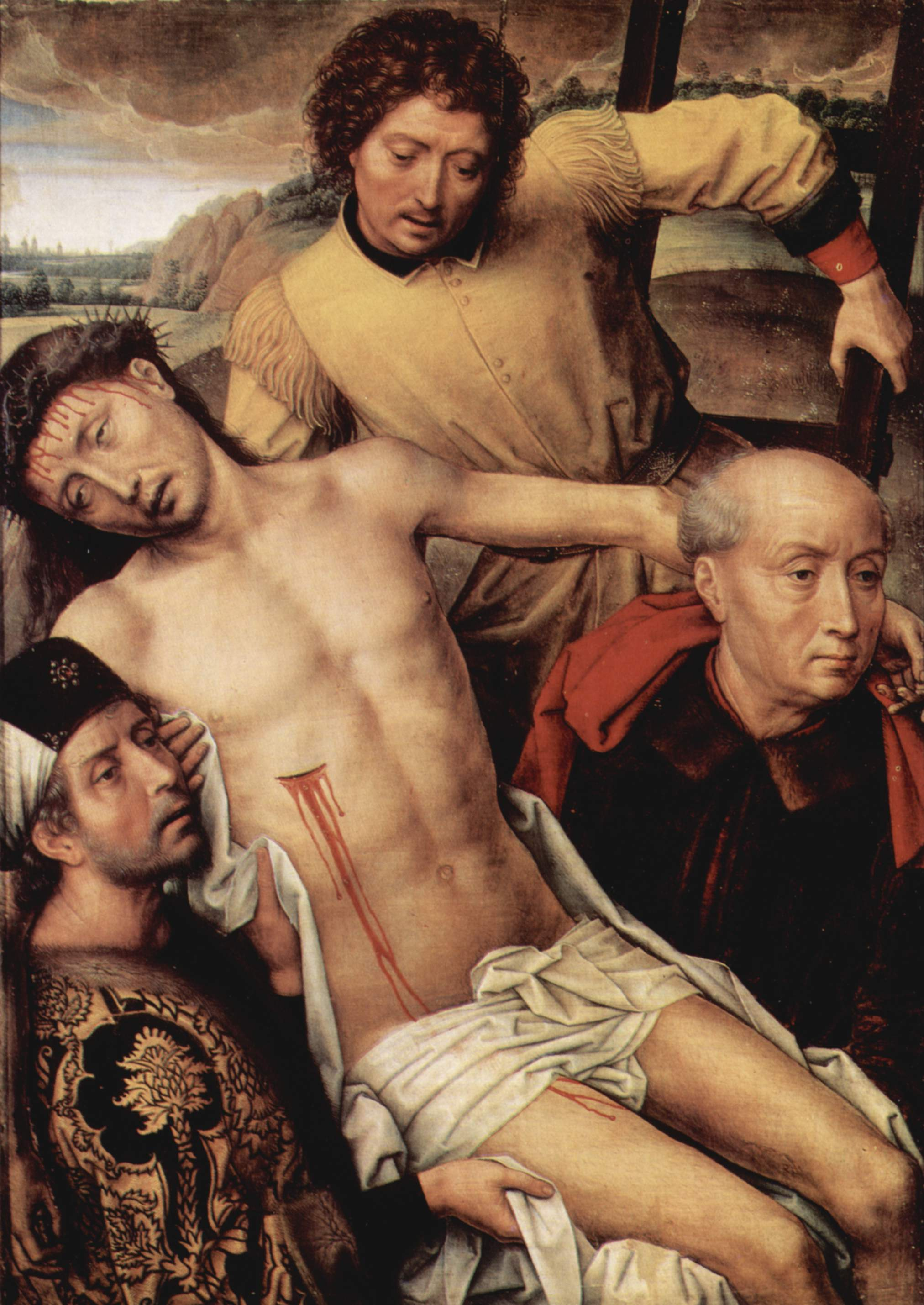
Hans Memling – Diptych z Granady, levé křídlo: Přijetí kříže, 1475
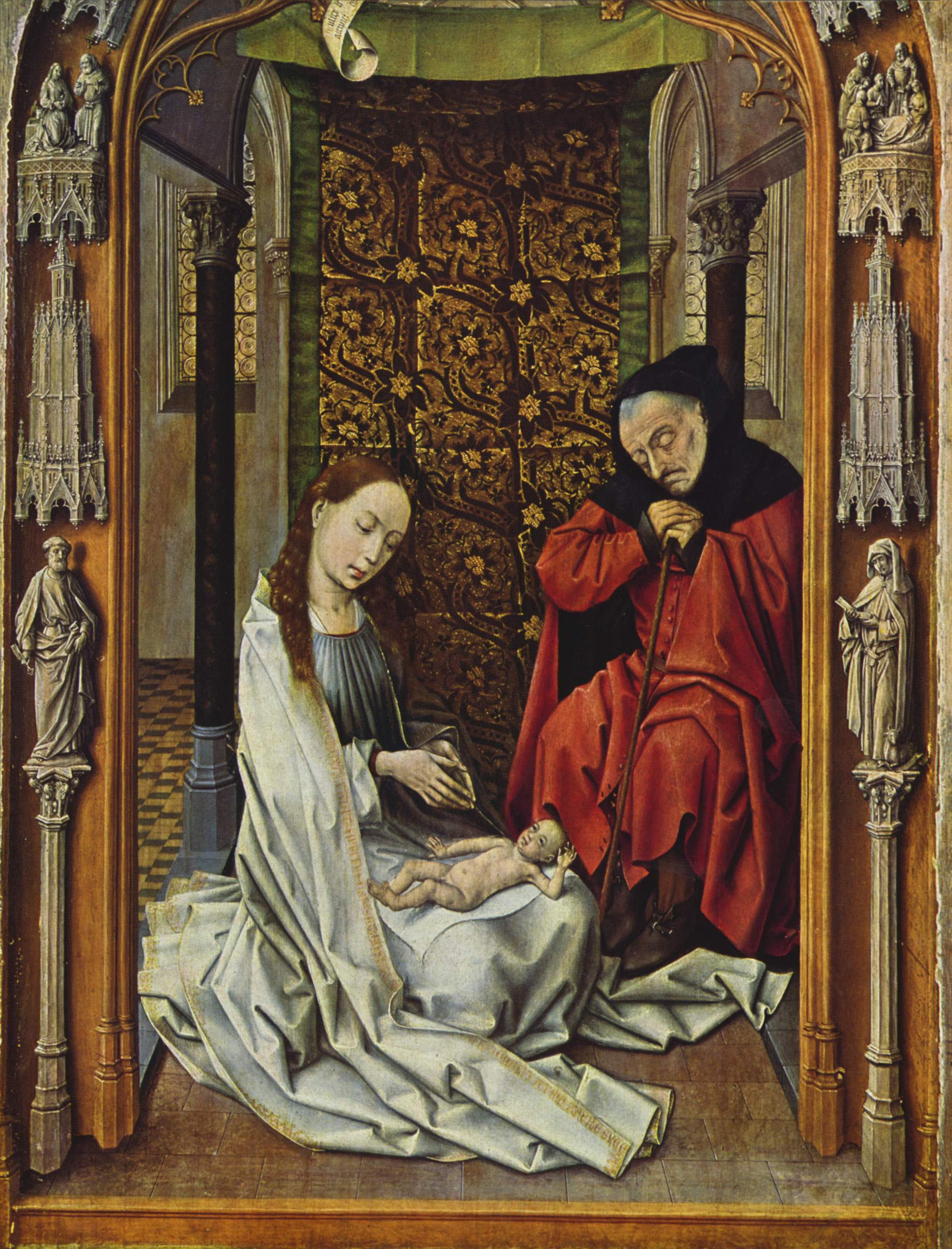
Juan de Flandes – Narození Krista, 1435–1438
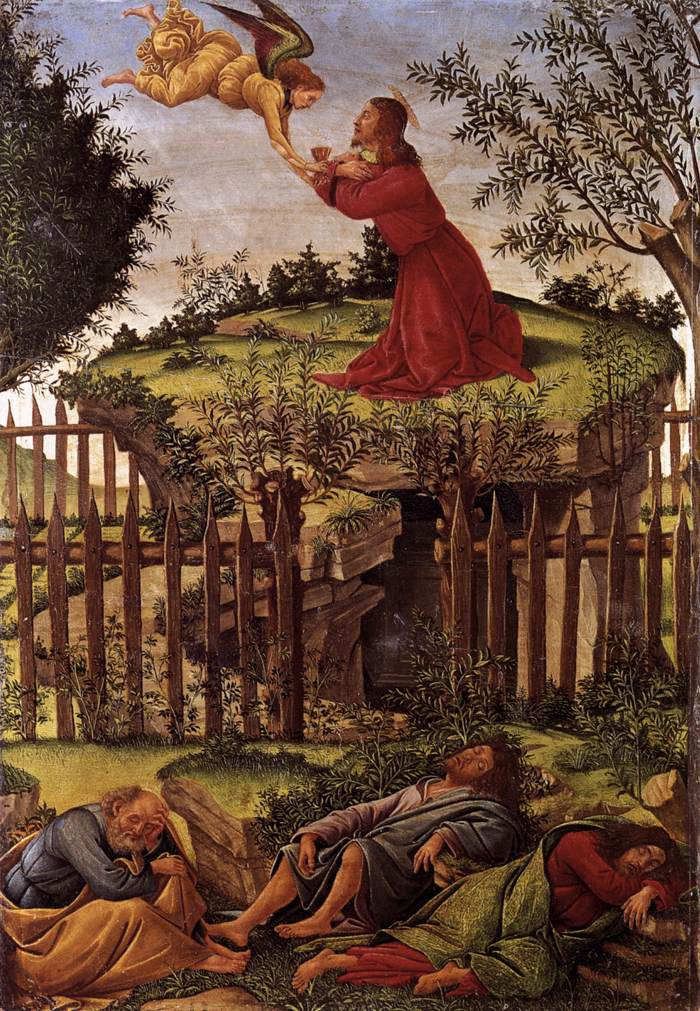
Sandro Botticelli – Modlitba v zahradě, 1498–1500

### Albaicín
Albaicín je čtvrť Al-Andaluského původu, hojně navštěvované turisty, kteří se do města hrnou kvůli jeho historickým asociacím, architektuře a krajině.
Archeologické nálezy ukazují, že oblast byla osídlena už v prastarých časech. Stala se důležitějším s příchodem dynastie Ziridů, v roce 1013, kdy byla obklopena obrannými hradbami. Je jednou ze starověkých center Granady, jako je i Alhambra, Realejo a Arrabal de Bib-Rambla. Její současné rozšíření probíhá od zdí Alcazaby po Cerro San Miguel a na druhé straně od Puerta de Guadix po Alcazabu.
Čtvrť měla největší rozvoj v nasridské éře, a proto si do značné míry zachovává městskou strukturu tohoto období, s úzkými uličkami uspořádanými do složité sítě, která sahá od horní oblasti zvané San Nicolás k řece Darro a Calle Elvira, která se nachází na náměstí Plaza Nueva. Tradičním typem bydlení je carmen granadino, který se skládá z volně stojícího domu obklopeného vysokou zdí, která ho odděluje od ulice a zahrnuje malý ovocný sad nebo zahradu.
V muslimské éře byla Albaicín charakterizovaná jako místo mnoha vzpour proti kalifátu. V té době zde sídlili řemeslníci, průmyslníci a šlechtici. S křesťanským znovudobytím postupně ztrácela svou nádheru. Křesťané stavěli kostely a usadili tam Nejvyšší soud. Za vlády Filipa II. Španělského, po vzpouře a následném vyhnání Maurů, byla čtvrť vylidněna. V roce 1994 byla prohlášena za místo světového dědictví UNESCO. Mezi její architektonické bohatství patří mimo jiné ziridské zdi Alcazaba Cadimy, Nasridské zdi, věže Alcazaby, El Bañuelo (bývalá lázeňská budova), palác Dar al-Horry a několik dalších historických domů a kostely Salvador (bývalá hlavní mešita), San Cristóbal, San Miguel Alto a Nejvyšší soud.

### Sacromonte
Čtvrť Sacromonte se nachází na kopci Valparaíso, jednom z několika kopců, které tvoří Granadu. Tato čtvrť je známá jako stará čtvrť Romů, kteří se po dobytí města usadili v Granadě. Je to jedna z nejmalebnějších čtvrtí plná bílých jeskyní vyřezaných do skály a používaných jako rezidence. Zvuk brnkajících kytar tam může stále ještě zaznít při představení flamenca cantes a quejíos, takže se postupem času stala jednou z nejoblíbenějších turistických atrakcí v Granadě.
Na vrcholu tohoto kopce je opatství Sacromonte a vysoká škola Sacromonte, založená v 17. století tehdejším arcibiskupem v Granadě Pedro de Castrem. Opatství Sacromonte bylo postaveno k monitorování a hlídání údajných ostatků evangelistů z Baetice. O autenticitě je pochybováno, ale od jejich objevení byla oblast náboženským poutním cílem.
Komplex opatství se skládá z katakomb, opatství (17. – 18. století), Colegio Viejo de San Dionisio Areopagita (17. století) a Colegio Nuevo (19. století). Vnitřek kostela je jednoduchý a malý, ale má řadu vynikajících uměleckých děl, které zdůrazňují velikost a bohatou řezbářskou tvorbu Crucificado de Risueño, objekt oddanosti pro Romy, kteří zpívají a tančí v průvodu Svatého týdne. Součástí zařízení je také muzeum, ve kterém jsou umístěna díla získaná nadací.

### Kartuziánský klášter
Granadský kartuziánský klášter je klášter klášterních mnichů, který se nachází na bývalé farmě nebo muslimské almuni zvané Aynadamar („fontána slz“), která má hojnost vody a ovocných stromů. Iniciativu na vybudování kláštera na tomto místě zahájil generál Gonzalo Fernández de Córdoba, známý jako El Gran Capitan. Kartuziánský klášter byl založen v roce 1506; stavba začala o deset let později a pokračovala dalších 300 let.
Klášter utrpěl těžké škody během španělské války za nezávislost a v roce 1837 přišel o značný majetek v důsledku Mendizábalových konfiskací. V současné době patří klášter kartuziánům, kteří podléhají přímo arcidiecézi Granadské.
Pouliční vchod do komplexu je ozdobený obloukem ve stylu plateresco. Skrz něj se dostanete na velké nádvoří, na jehož konci je široké schodiště vedoucí ke vchodu do kostela. Kostel ve stylu a plánu z počátku 16. století má tři vchody, jeden pro věřící a další dva pro mnichy a duchovenstvo. Jeho plán má jednu hlavní loď rozdělenou do čtyř sekcí, která zdůrazňuje retábly Juana Sáncheza Cotána a skleněné dveře kněžiště, zdobené perletí, stříbrem, vzácnými dřevinami a slonovinou. Presbytář je zakryt eliptickou klenbou. Hlavní oltář mezi kněžištěm a svatostánkem kostela je vyroben z pozlaceného dřeva.
Svatostánek a sancta sanctorum jsou považovány za mistrovské dílo barokního španělského umění v kombinaci architektury, malířství a sochařství. Dóm, který pokrývá tuto oblast, zdobí fresky od córdobského umělce Antonia Palomina (18. století) představující triumf militantní církve, víry a náboženského života.
Nádvoří s galeriemi oblouků na dórských sloupech, které se na něm otevírají, s fontánou ve středu. Legoská kapitula je nejstarší budovou kláštera (1517). Je obdélníková a zaklenutá valenou klenbou.

### Mešita v Granadě
Mešita v Granadě byla slavnostně otevřena v roce 2003 na vrcholu čtvrti Albayzin. Mešita byla postavena v blízkosti kostela San Salvador a kostela San Nicolás. Kostel San Salvador byl postaven na místě Velké mešity v Albayzinu. Společnost pro návrat islámu ve Španělsku koupila místo v roce 1981, ale schválení projektů trvalo mnoho let. Počáteční financování mešity poskytl Shaykh 'Abdalqadir as-Sufi al-Murabit, který předpokládal poskytnutí mešity nové španělské muslimské komunitě v Granadě. Další financování pocházelo z Malajsie, Maroka a Spojených arabských emirátů. V roce 1991 CIE (Comunidad Islámica en España) najala architekta Renata Ramireze Sancheze, aby mešitu navrhl. V 90. letech proběhla vášnivá debata týkající se designu minaretu. Stavba nakonec začala v roce 2001. Mešita nyní slouží asi 500 lidem.

### Palác Marqués de Salar
Palác Marqués de Salar byl postaven v jedné z nejtypičtějších ulic Granady, Carrera del Darro, na čísle 5. Toto místo je architektonickým příkladem klasické Granady během renesanční transformace 16. století. Postavil jej Marqués de Salar, pravnuk obou Hernán Pérez del Pulgara (známého pod jménem El de la Hazañas - Jeden z udatných) a Gonzalo Fernándeze de Córdoba (El Gran Capitán - velký kapitán), generální kapitán kastilsko-aragonských sil, které uzavřely dobytí poloostrova. V paláci je nyní muzeum parfémů El Patio de los Perfumes s 1 500 metrů čtverečních podlahové plochy ve dvou patrech a 130 metrů čtverečních terasy k odpočinku obklopené květinami a parfémy.

### Další budovy
- Monasterio de San Jerónimo: klášter
- San Juan de Dios Hospital: stará katolická nemocnice
- Castril Palace: renesanční palác
- Museo de Bellas Artes de Granada: muzeum umění
- Madrasa of Granada: medresa

## Politika a správa

### Metropolitní oblast Granada
Metropolitní oblast Granady se skládá z asi padesáti obcí a hlavního města. Ačkoli to není formálně vytvořeno jako politický a správní orgán, existuje několik veřejných služeb, které jsou kombinovány. Příchod mnoha obyvatel hlavního města a dalších měst v provincii má vliv na velký populační růst. Přesto, že hlavní město ztrácí obyvatele, kteří se stěhují do sousedních měst. Hlavními příčinami exodu do měst metropolitní oblasti jsou zejména obtížnost přístupu k domovu v hlavním městě kvůli jeho vysokým cenám a pracovním důvodům, protože ve městech na periferii se nachází většina z průmyslových pozemků.

### Hlavní město provincie Granada
Granada je hlavním městem stejnojmenné provincie, takže se zde nacházejí všechny správní subjekty provinčního rozsahu závislé na regionální vládě a státu. Z každého z vládních útvarů do provincie Junta de Andalucía existuje provinční delegace koordinovaná vládním delegátem ministerstva vnitra. Španělská národní vláda má subdelegaci v Granadě, která je podřízena vládnímu delegátovi v autonomním společenství.

### Soudní správa
Sídlo Vrchního soudního dvora v Andalusii, Ceuty a Melilly, se nachází v Granadě, na náměstí Plaza Nueva, v budově historické Královské kanceláře, stejně jako vrchní státní zastupitelství v Andalusii v budově Španělské banky. Má zemský soud na ulici Corteza del Carmen a je také vedoucím soudní strany 3. provincie, jejíž vymezení zahrnuje Granadu a 49 měst, z nichž některá jsou velmi obydlená, v oblasti metropolitní oblasti.
Většina soudů se nachází ve dvou administrativních budovách, na Plaza Nueva a Avenida del Sur. Soubor soudních orgánů je následující:
- Vrchní soudní dvůr
- Zemský soud
- Soudy

### Městská organizace
Její politická správa se uskutečňuje prostřednictvím městské rady demokratického řízení, jejíž členové se vybírají každé čtyři roky ve všeobecných volbách. Volební listina se skládá ze všech rezidentů registrovaných v Granadě starších 18 let, španělské národnosti a dalších národností členských zemí Evropské unie. Podle ustanovení zákona o obecném volebním režimu, který stanoví počet způsobilých členů rady podle počtu obyvatel obce, je městská organizace v Granadě složena z 27 členů rady.
V komunálních volbách konaných v roce 2019 bylo ústavou městské rady jedenáct členů rady z Lidové strany, osm ze Socialistické strany, čtyři z Občanské strany, tři z Vamosu, Granady a jeden ze Sjednocené levicově-socialistické alternativy za lidi. Luis Salvador, vůdce Občanské strany, se stal starostou s podporou PP a Vox.
V roce 2023 byla novou starostkou města v komunálních volbách zvolena María Francisca Carazo Villalonga, členka Lidové strany (španělsky Partido Popular).

### Městské části a okresy
Obec Granada se skládá z osmi okresů. Tyto okresy tvořily soubor 36 čtvrtí. V únoru 2013 byly upraveny všechny hranice okresů a čtvrtí.

### Obce s obecními službami
Tým městské správy uspořádal rozdělení odpovědnosti za správu a strukturoval se do následujících oblastí služeb: Svatby a paláce, Rovné příležitosti, Ekonomika, Vzdělání, Kancelář komunikace, Jednotné řízení licencí, Mládež, Životní prostředí, Obecní úřad pro informace o spotřebitelích, Účast občanů, Skupina dobrovolníků v oblasti civilní ochrany, místní policie.

## Okresy

### Realejo
Realejo byla židovská čtvrť v době Nasridské Granady. (Století od židovského obyvatelstva byla tak důležitá, že Granada byla známá v Al-Andalusii pod jménem „Granada Židů“, arabsky: غرناطة اليهود, Gharnāṭah al-Yahūd) Dnes je to čtvrť složená z mnoha granadinských vil se zahradami otevírajícími se do ulic, zvaná Los Cármenes.

### Cartuja
Tato čtvrť obsahuje kartuziánský klášter stejného jména: Cartuja. Jedná se o starý klášter založený v pozdně gotickém stylu s barokní bujnou vnitřní výzdobou. V tomto okrese také vzniklo mnoho budov s rozšířením Granadské univerzity.

### Bib-Rambla
Toponym pochází z brány (Bab al-Ramla neboli Brána uší), která byla postavena, když Granadu ovládla dynastie Nasrovců. V dnešní době je Bib-Rambla vrcholem pro gastronomii, zejména na terasách restaurací, které jsou otevřené za krásných dnů. Arabský bazar Alcaicería je tvořen několika úzkými uličkami, které začínají od tohoto místa a pokračují až ke katedrále.

### Sacromonte
Čtvrť Sacromonte se nachází na prodloužení kopce Albaicín podél řeky Darro. Tato oblast, kterou proslavilo devatenácté století převážně pro obyvatelé zvané Gitano, se vyznačuje jeskynními domy, které jsou vyhloubeny do svahu. Tato oblast má pověst významného centra flamencoových písní a tanců, včetně Zambra Gitana, andaluského tance pocházejícího ze Středního východu. Zóna je chráněným kulturním prostředím pod záštitou Centro de Interpretación del Sacromonte, kulturního centra věnovaného uchování kulturních forem Gitano.

### Zaídin
Tato dříve dělnická, ale nyní luxusnější čtvrť, má 100 000 obyvatel Granady, což z ní činí největší čtvrť nebo „barrio“. Tradičně obydlená Romy, nyní mnoho obyvatel pochází ze severní a západní Afriky, Číny a mnoha jihoamerických zemí. Každou sobotu ráno hostí velký venkovní trh nebo „mercadillo“, kam přichází mnoho lidí a prodává své zboží - ovoce a zeleninu, oblečení a obuv a dalších kousky.

## Gastronomie
Gastronomie Granady je součástí tradice arabsko-andaluské kuchyně se silným arabským a židovským dědictvím, což se odráží v jejích kořeních, jako je kmín, koriandr, muškátový oříšek, skořice, rozinky, mandle nebo med. Spisovatel Miguel Alcobendas, autor tradiční kuchyně v Granadě, říká, že to má původ ve společném soužití, od třináctého do patnáctého století (kdy se Granada vzdala katolickým králům), muslimů, Židů a křesťanů v Nasrovském království v Granadě. Následně došlo k miscegenaci s kuchyní křesťanů, ve které vepřové maso získalo význam v kuchyni Granady více než ve zbytku Španělska, protože jeho konzumace umožňovala jeho pojídačům prokázat určitou vzdálenost od pronásledovaných náboženství, protože obay Muslimové a Židé, to mají zakázáno.
Klimatické rozdíly v různých oblastech provincie, od pobřeží až po vrcholky pohoří Sierra Nevada, vedou k rozmanitosti surovin: zeleniny, masa a uzenin, ryb, které jsou kombinovány v mnoha pokrmech a receptech na polévky a dušená masa.
Slavná a pokládaná šunka Trevélez pochází ze Sierry Granady, do které se přidávají další vepřové deriváty, klobásy jako chorizo, černý pudink a vepřová panenka.
Šunka a fazole, dva produkty země, se kombinují v jednom z nejtypičtějších pokrmů, fazole se šunkou; další známá jídla jsou Sacromonte tortilla, která mimo jiné musí mít vařený mozek a telecí krustaillas, nasekané a restované před smícháním s vejcem. Za zmínku stojí také „papas a lo pobre“, brambory, které se obvykle podávají s vejcem a smaženou paprikou, stejně jako s kousky vepřového masa nebo šunky.
Mezi dušenými a potajes vyniká hrnec San Antón, který se konzumuje hlavně ke druhé polovině ledna; dušené zelí, které kombinuje zeleninu a luštěniny; dušené zelené fazole a fenykl; bodlák a dýňová kastrolka s nudlemi a aromatickými bylinkami nebo cikánská keramika jsou dalšími pokrmy země.
Cukrovinky jsou dobře zastoupeny v gastronomii v Granadě, protože sladkosti připravené jeptiškami lze zakoupit v mnoha městských klášterech: pestré Vélezy nebo Encarnación, listové těsto San Jerónimo, krtky vajec San Antón, sušenka Zafra, sladké bramborové rohlíky, cocas, roscos ze Santo Tomas a mantecados. Aljojábanas, medové a sýrové knedlíky a některé lívance zvané almohados, stejně jako fíkový chléb, maurské roscos a mandlový dort zvaný soyá jsou arabským dědictvím.
Na rozdíl od jiných provincií Andalusie jsou v Granadě tapas (předkrmy nebo občerstvení) v barech a restauracích obvykle zdarma. „Bar hopping“ (Ir de tapas) a konzumace tapas v době mezi dokončením práce a večeří je mezi obyvateli Granady hluboce zakořeněnou tradiční činností. Po městě existují různé tapasové trasy.

## Volný čas a zábava
V Granadě existuje široký program volného času a zábavy, který pokrývá velké množství polí a je k dispozici návštěvníkům i samotným občanům. Z prováděných volnočasových aktivit lze zdůraznit následující:
- Zambras Sacromonte. Staré svatební hostiny pořádané Romy ve městě, které před jejich současnou obnovou zmizely na léta. Vyvíjejí se v jeskyních ve čtvrti Sacromonte a mají jedinečný charakter ve světě flamenca. V Alabicín jsou také klasičtější představení flamenca. Tyto představení, obvykle spojené s restauracemi, jsou jedny z kulturních atrakcí města.
- Festivaly. Granada má kompletní řadu akcí: Mezinárodní hudební a taneční festival, Mezinárodní jazzový festival, Granadský festival jižních kin a Mezinárodní festival tanga a spoustu dalších.
- Koncerty. Během roku existuje stálý program koncertů v hledišti Manuel de Falla a divadelní a operní představení v Kongresním paláci.
- Večírky. Během roku je pořádáno několik slavností v určitý den z náboženských, občanských nebo kulturních důvodů.

## Sociální péče

### Vzdělávání

#### Univerzita
Granadská univerzita (UGR) založená v roce 1531 Karlem I. znamenala pokračování vyšších studií v La Madreze, když bylo město hlavním městem posledního Nasrovského království. Granadská univerzita se stala mezinárodně uznávanou ve všech akademických oblastech: výuka, výzkum, kultura a služby jejím členům a jejich okolí. Proto je to jedna z destinací, do které jezdí více mezinárodních studentů v rámci programu Erasmus a čtvrtá španělská univerzita v počtu studentů po Complutense University of Madrid a Sevillské univerzitě.

#### Povinné vzdělávání
Ve městě je celkem 69 středisek povinného středního vzdělávání. Mateřské a základní vzdělávání se vyučuje ve 104 centrech distribuovaných mezi soukromými, koordinovanými a veřejnými centry. Existuje také pět center pro vzdělávání dospělých.

### Zdraví
Systém veřejného zdraví je výlučnou kompetencí autonomní komunity, která poskytuje dva typy pozornosti: primární, což představuje první úroveň přístupu do systému; a specializovanou. Zdravotní centra a kanceláře představují nabídku primární péče, přičemž každé se odlišuje v úrovni péče, kterou poskytují.

#### Síť nemocnic
Síť nemocnic je v podstatě složená z veřejných nemocnic řízené Andaluským zdravotnictvím a dalších menších soukromých správních středisek. Tato síť zajišťuje potřeby města a jeho metropolitní oblasti. Celkem je zde 2 047 postelí.
- The Hospital of the Health Campus, byla slavnostně otevřena v červenci 2016 a je druhou největší ve Španělsku - po nemocnici La Paz - a je referenčním centrem ve městě pro oblasti alergologie, patologické anatomie, hematologie, interní medicíny, duševního zdraví, pulmonologie, radioterapie nebo urologie, mezi ostatními; ortopedická a traumatologická chirurgie; rehabilitace a fyzikální medicína; neurologie, neurochirurgie, neurofyziologie, maxilofaciální chirurgie, plastická chirurgie, dermatologie, oftalmologie, otorhino, revmatologie, endokrinologie a cévní chirurgie.
- Regionální nemocnice Virgen de las Nieves (populárně známá jako nemocnice Ruiz de Alda) je tvořena všeobecnou nemocnicí, porodnickou a dětskou nemocnicí umístěnou ve stejném prostoru a je udržována jako nervové centrum trávicí, respirační, onkologické, hematologie a transplantace. Zahrnuje nemocnici San Juan de Dios, periferní centrum specialit a terapeutickou jednotku pro duševní choroby.
- Nemocnice San Rafael má kapacitu 190 lůžek a jako denní nemocnice má 45 geriatrických míst a 15 míst pro osoby s Alzheimerovou chorobou. Je ve vlastnictví nemocnice řádu San Juan de Dios. Specializuje se zejména na komplexní péči o seniory s velkým množstvím analytických a rehabilitačních služeb. Činnost nemocnice je sjednávána s ministerstvem zdravotnictví Junta de Andalucía.
- La Inmaculada Clinic je soukromá nemocnice patřící do pojišťovací společnosti ASISA, která se zrodila jako koordinovaná nemocnice španělského zdravotního systému v roce 1975. Po dohodě s univerzitou v Granadě se centrum také podílí na školení studentů lékařské fakulty.
- Klinika Nuestra Señora de la Salud je soukromá nemocnice, která má 71 pokojů a patří zdravotní pojišťovně Adeslas. Slouží pojištěným soukromým lékařským společnostem. V současné době má nové umístění s nově vybudovaným prostorem. Je velmi blízko k Alhambře, poblíž tunelů Serrallo, kde se nacházelo předchozí umístění na Ulici ozbrojených sil (Granada).

#### Zdravotní centra
Místní síť primární péče v současné době sestává z osmi zdravotních středisek distribuovaných různými městskými částmi a jsou následující: Zaidín Sur, Zaidín Centro-Este, Realejo, Las Flores, La Caleta, Góngora, Doctores, Cartuja a Albaycín.

#### Městské soutěže
Článek 42 obecného zákona o zdraví stanovuje, že obce, aniž jsou dotčeny pravomocí jiných orgánů veřejné správy, budou mít ve věcech týkajících se zdraví následující minimální odpovědnost.
- Sanitární kontrola životního prostředí: znečištění ovzduší, zásobování vodou, kanalizace a městský a průmyslový odpad.
- Sanitární kontrola průmyslových odvětví, činností a služeb, dopravy, hluku a vibrací.
- Sanitární kontrola budov a míst bydlení a lidského soužití, zejména stravovacích center, kadeřnictví, saun a center osobní hygieny, hotelů a pobytových center, škol, turistických táborů a oblastí pohybových sportů a rekreace.
- Hygienická kontrola distribuce a dodávek potravin, nápojů a jiných produktů podléhajících rychlé zkáze, přímo nebo nepřímo souvisejících s lidským použitím nebo spotřebou, jakož i dopravních prostředků.
- Hygienická kontrola hřbitovů a pohřební zdravotní policie.

#### Občanská bezpečnost
Koordinaci mezi bezpečnostními silami státu (národní policie, civilní stráž, obecní policie a autonomní policie) a městem Granada provádí místní občanská bezpečnostní rada. Tento orgán umožňuje správnou komunikaci bezpečnostních sil ve věcech bezpečnosti, v rámci své působnosti předchází trestné činnosti, bezpečnosti silničního provozu a správnému vývoji událostí.
Každodenní bezpečnost občanů má na starosti státní a místní bezpečnostní síly a orgány (Španělsko) podle pravomocí, které má každý pozemek, a snaží se jednat koordinovaně a společně při stíhání a řešení všech druhů trestných činů, které způsobují občané.

#### Sociální služby
Granada má oblast sociálních služeb, která poskytuje nezbytnou pomoc a rady, které mohou nejvíce znevýhodněné a nejpotřebnější skupiny a lidé potřebovat. Z tohoto důvodu má delegace sociálního zabezpečení Granady několik městských komunitních center sociálních služeb, jedno pro každý místní okres, koordinované městskou správou v Los Mondragones na Fuerzas Armadas Avenue. Ve své vnitřní organizaci jsou poskytované služby organizovány kolem každého městského centra, a tedy každé městské části, ale také kolem skupin.

## Parky a zahrady v Granadě
Granada má značné množství parků a zahrad, což zahrnuje:
- Zahrady Alhambry a Generalife
- Zahrady Campo del Princípe
- Zahrady královské nemocnice
- Zahrady Paseo del Salón a La Bomba (BIC)
- Zahrady triumfu
- Zahrady Violón
- Palácové zahrady Córdoba
- Zaidínský park
- Plaza de la Trinidad
- 28 de Febrero Park
- Park Almunia de Aynadamar
- Federico García Lorca Park
- Univerzitní park Fuente Nueva

## Doprava
Výstavba lehké železniční sítě, metra v Granadě, byla zahájena v roce 2007, ale španělská hospodářská krize ji velmi zpozdila. Služba konečně začala 21. září 2017. Jedno spojení protíná Granadu a pokrývá města Albolote, Maracena a Armilla. Další možnosti dopravy v Granadě jsou vlaky, taxíky nebo autobusy.

### Autobus
Hlavní společností provozující autobusovou dopravu v Granadě je Transportes Rober. K dispozici je také autobusová doprava na a z letiště se společností Alsa.

### Železnice
Vlakové nádraží v Granadě má železniční spojení s mnoha městy ve Španělsku. Existuje několik typů vlakových spojů do a z Granady
- Vlaky na krátkou vzdálenost
- Vlaky na střední vzdálenost
- Dálkové vlaky
- AVE (vysokorychlostní dálková doprava) po vysokorychlostní železniční trati Antequera – Granada. Nejbližší připojení AVE je v Antequeře.

### Taxi
Granada má širokou síť taxíků, které pomáhají cestujícím dosáhnout jejich cílů. Oficiální taxi v Granadě jsou bílé se zeleným pruhem.

### Letiště
Nejbližší civilní letiště je letiště Federica Garcíi Lorcy, asi 15 km západně od Granady. Armilla Air Base byla prvním civilním letištěm sloužícím městu a jeho okolí, ale v 70. letech byla nahrazena bývalým letištěm a byla znovu využita pro vojenské účely.

### Statistiky veřejné dopravy v Granadě
Průměrná doba, kterou lidé tráví v pracovní den dojížděním veřejnou dopravou v Granadě, například do práce a z práce, je 42 minut. 9% uživatelů veřejné dopravy jezdí každý den déle než 2 hodiny. Průměrná doba, kterou lidé čekají na zastávce nebo stanici na veřejnou dopravu, je 10 minut, zatímco 8% jezdců čeká v průměru každý den více než 20 minut. Průměrná vzdálenost, kterou lidé obvykle projedou v rámci jedné cesty veřejnou dopravou, je 2,7 km, zatímco 0% cestuje více než 12 km jedním směrem.

## Osobnosti města
- Judah ben Saul ibn Tibbon (1120–1190), překladatel a lékař
- Al-Zuhri (přibližně 1130s–1150s), geograf
- Samuel ibn Tibbon (1120–1190), lékař, básník a překladatel
- Ibn Sa'id al-Maghribi (1213–1286), geograf, historik a básník
- Abú al-Hasan Alí Ibn al-Džajjáb (1274–1349), kancléř, básník, vezír, autor veršů ve věžích Alhambry a na zdech Generalife
- Lisán ad-Dín Ibn al-Chatíb (1313–1374), polyhistor, politik, lékař, autor veršů na zdech Alhambry
- Abú Abd Alláh Muhammad Ibn Zamrak (1333–1395), vezír, básník; autor veršů na zdech Alhambry
- Muhammad V. ibn Júsuf I. (1338–1391); nejslavnější panovník nasrovské dynastie,
- Abú Bakr Muhammad Ibn Ásim (????–1426), soudce, teolog, politik
- Luis de Granada (1504–1588), dominikánský teolog, spisovatel a mystik
- Álvaro de Bazán (1526–1588), admirál
- Francisco Suárez (1548–1617), teolog a filosof
- Alonso Cano (1601–1667), malíř, sochař a architekt
- Pedro de Mena (1628–1688), barokní sochař
- José de Mora (1642–1724), barokní sochař
- Pedro Rodríguez Cubero (1656 – 1704), vládce Santa De de Nuevo México mezi lety 1697 and 1703
- Francisco Martínez de la Rosa (1787–1862), státník, politik, dramatik a básník
- Mariana Pineda (1804–1831), liberalistická hrdinka
- Eugénie de Montijo (1826–1920), poslední francouzská císařovna
- Ángel Ganivet (1865–1898), spisovatel a diplomat
- Mariano Fortuny y Madrazo (1871–1949), malíř, fotograf, designér a scénograf
- Pablo de Loyzaga (1872–1951),sochař a profesor výtvarného umění
- Emilio Herrera Linares (1879–1967), vojenský inženýr a fyzik
- Melchor Fernández Almagro (1893–1966), literární kritik, historik a novinář
- Federico García Lorca (1898–1936), spisovatel, básník a dramatik, oběť frankismu[22][23]
- Francisco Ayala (1906–2009), spisovatel, kritik a esejista
- Luis Rosales Camacho (1910–1992), básník a esejista z generace 36
- José Tamayo (1920–2003), divadelní režisér
- Manuel Jiménez de Parga (narozen 1929), právník, politik, diplomat
- Miguel Ríos (narozen 1944), rockový zpěvák a skladatel[24]
- Carlos Cano (1946–2000), písničkář
- Manuel Orantes (narozený 1949), tenista
- Javier Egea (1952–1999), považován za jednoho z nejvýznamnějších španělských básníků 80. let
- Luis García Montero (narozený 1958), básník a literární kritik[25]
- Chus Gutiérrez (narozena 1962), filmový režisérka, herečka a novinářka
- María José Rienda Contreras (*narozena 1975), lyžařská závodnice
- Pablo Aguilar Bermúdez (narozený 1989), basketbalista
- Lidia Redondo (narozená 1992), gymnastka
- Sam Hidalgo-Clyne (narozený 1993), skotský mezinárodní hráč rugby (narozen v Granadě, ale do Skotska se přestěhoval ve věku 3 let)

Granada je předmětem písně z roku 1967 „Vuelvo a Granada“ od Miguela Ríose.

## Sporty
Granada má fotbalový tým:
- Granada CF v Primera División

Granada má basketbalový tým:
- Fundación CB Granada v LEB Oro

Lyžování:
- Mistrovství světa v alpském lyžování 1996

Býčí zápasy:
- Granada má arénu s kapacitou 14 507 lidí s názvem Plaza de toros de Granada.

## Partnerská města
Granada sdílí status partnerských měst s těmito městy:
- Aix-en-Provence, Francie, 1979[27]
- Belo Horizonte, Brazílie, 2002[27]
- Coral Gables, Florida, Spojené státy americké, 1989[27][28]
- Freiburg im Breisgau, Německo, 1991[27]
- Marrákeš, Maroko, 1994[27]
- Šardža, Spojené arabské emiráty
- Tetuán, Maroko, 1988[27]
- Tlemcen, Alžírsko, 1989[27]